# Game Over (album)
Albums de U.D.O.
 We Are 1
(2020)
Game Over est le dix-huitième album studio du groupe allemand de heavy metal U.D.O., sorti le 22 octobre 2021.

## Liste des titres
| No  | Titre                   | Durée |
| --- | ----------------------- | ----- |
| 1.  | Fear Detector           | 4:20  |
| 2.  | Holy Invaders           | 3:26  |
| 3.  | Prophecy                | 4:41  |
| 4.  | Empty Eyes              | 3:52  |
| 5.  | I see Red               | 3:16  |
| 6.  | Metal Never Dies        | 5:06  |
| 7.  | Kids and Guns           | 4:07  |
| 8.  | Like a Beast            | 5:02  |
| 9.  | Don'T Wanna Say Goodbye | 4:12  |
| 10. | Unbroken                | 3:13  |
| 11. | Marching Tank           | 5:06  |
| 12. | Thunder Road            | 4:04  |
| 13. | Midnight Starnger       | 5:29  |
| 14. | Speed Seeker            | 4:34  |
| 15. | Time Control            | 4:16  |
| 16. | Metal Damnation         | 4:01  |

## Musiciens
- Udo Dirkschneider : chant
- Tilen Hudrap : basse
- Dee Dammers : guitare
- Andrey Smirnov : guitare
- Sven Dirkschneider : batterie